# ZEZE
ZEZE – piosenka amerykańskiego rapera Kodaka Blacka, w której gościnnie wystąpili amerykańscy raperzy Travis Scott i Offset. Została wydana przez Atlantic Records w dniu 12 października 2018 roku. Utwór wyprodukowany jest przez D. A. Domana. Utwór zadebiutował na drugim miejscu listy Billboard Hot 100 zaraz za „Girls Like You” zespołu Maroon 5 z gościnnym udziałem Cardi B oraz na pierwszym miejscu listy przebojów w Kanadzie.

## Tło
W dniu 18 sierpnia 2018 r. Kodak Black został zwolniony z więzienia po tym, jak został aresztowany pod wieloma zarzutami w styczniu 2018 r. Zaledwie trzy tygodnie później zauważono go w studiu nagraniowym z raperem Travisem Scottem. Wideo przedstawiające dwóch artystów słuchających nowego podkładu muzycznego, który później okazał się instrumentalem w „ZEZE”, stało się potem virallowym memem.

## Remiksy
24 października 2018 roku amerykańscy raperzy Tyga i Swae Lee wydali nieoficjalny remiks zatytułowany „Shine”. 5 listopada 2018 r. Południowokoreańscy raperzy Xbf, Freaky i Woozieboo również wydali swój remiks utworu.
Amerykański raper Joyner Lucas również zremiksował tę piosenkę, remiks został wydany 22 listopada 2018 roku jako utwór diss skierowany w stronę Tory'ego Laneza.
Piosenka zyskała na nowo sławę w 2020 roku dzięki platformie TikTok.

## Teledysk
Oficjalny teledysk do utworu został wydany 23 listopada 2018 roku. Teledysk ukazywał, jak kamerzysta źle wykonuje teledysk, a reżyser i Travis Scott naprawiają jego błędy.

## Pozycje na listach

### Pozycje pod koniec tygodnia
| Lista (2018–19)                       | Pozycja |
| ------------------------------------- | ------- |
| Australia (ARIA)                      | 14      |
| Austria (Ö3 Austria Top 40)           | 31      |
| Belgia (Ultratip Flanders)            | 2       |
| Belgia (Ultratip Wallonia)            | 15      |
| Kanada (Canadian Hot 100)             | 1       |
| Czechy (Singles Digitál Top 100)      | 38      |
| Dania (Tracklisten)                   | 16      |
| Estonia (IFPI)                        | 16      |
| Finlandia (Suomen virallinen lista)   | 9       |
| Grecja (IFPI)                         | 3       |
| Niemcy (Official German Charts)       | 37      |
| Węgry(Stream Top 40)                  | 19      |
| Irlandia (IRMA)                       | 11      |
| Włochy (FIMI)                         | 92      |
| Holandia (Single Top 100)             | 22      |
| Nowa Zelandia (Recorded Music NZ)     | 7       |
| Norwegia (VG-lista)                   | 10      |
| Portugalia (AFP)                      | 26      |
| Szkocja (OCC)                         | 77      |
| Słowacja (Singles Digitál Top 100)    | 24      |
| Szwecja (Sverigetopplistan)           | 7       |
| Szwajcaria (Schweizer Hitparade)      | 13      |
| Wielka Brytania (OCC)                 | 7       |
| Wielka Brytania R&B (OCC)             | 2       |
| USA Billboard Hot 100                 | 2       |
| USA Hot R&B/Hip-Hop Songs (Billboard) | 1       |
| USA Mainstream Top 40 (Billboard)     | 38      |
| USA Rhythmic (Billboard)              | 1       |

### Pozycje pod koniec roku
| Lista (2018)                          | Pozycja |
| ------------------------------------- | ------- |
| USA Hot R&B/Hip-Hop Songs (Billboard) | 80      |
| Lista (2019)                          | Pozycja |
| Kanada (Canadian Hot 100)             | 48      |
| Portugalia (AFP)                      | 199     |
| USA Billboard Hot 100                 | 31      |
| USA Hot R&B/Hip-Hop Songs (Billboard) | 14      |
| USA Rhythmic (Billboard)              | 11      |
| USA Rolling Stone Top 100             | 57      |

## Certyfikaty i sprzedaż
| Kraj                  | Certyfikat         | Sprzedaż   |
| --------------------- | ------------------ | ---------- |
| Australia (ARIA)      | 2× platynowa płyta | 140 000+   |
| Dania (IFPI Denmark)  | złota płyta        | 45 000+    |
| Francja (SNEP)        | złota płyta        | 100 000+   |
| Niemcy (BVMI)         | złota płyta        | 200 000+   |
| Nowa Zelandia (RMNZ)  | platynowa płyta    | 30 000+    |
| Polska (ZPAV)         | platynowa płyta    | 50 000+    |
| Portugalia (AFP)      | złota płyta        | 5 000+     |
| Wielka Brytania (BPI) | platynowa płyta    | 600 000+   |
| Włochy (FIMI)         | złota płyta        | 25 000+    |
| USA (RIAA)            | 5× platynowa płyta | 5 000 000+ |

## Historia wydań
| Kraj       | Data                 | Format                         | Wytwórnia                      | Przypisy              |
| ---------- | -------------------- | ------------------------------ | ------------------------------ | --------------------- |
| Cały świat | 12 października 2018 | - Streaming - digital download | - Atlantic - WEA International | [ potrzebny przypis ] |
| USA        | 16 października 2018 | Radio                          | Atlantic                       | [ 48 ]                |